# Scott Quinnell
Leon Scott Quinnell (* 20. August 1972 in Morriston, Swansea) ist ein ehemaliger walisischer Rugby-Union-Spieler, der als Nummer Acht eingesetzt wurde. Er war Kapitän der walisischen Nationalmannschaft und nahm an zwei Touren der British and Irish Lions teil. Zwei Jahre lang war er auch als Rugby-League-Spieler aktiv.

## Biografie
Quinnell schloss sich 1990 dem Llanelli RFC an und spielte in vier Jahren 146 Spiele, in denen er 32 Versuche legte. 1994 verließ er den Verein und Rugby Union und wechselte zu den Wigan Warriors und damit in den Rugby League Code. Er wurde in dieser Variante des Rugby Nationalspieler. Er entschied sich 1997 für eine Rückkehr zu Rugby Union und wurde vom Richmond FC verpflichtet. Nach einer Spielzeit dort kehrte er nach Llanelli zurück. 2003 wurden in Wales regionale Mannschaften gegründet, so dass er zu den Scarlets wechselte.
1993 gab Quinnell sein Nationalmannschaftsdebüt für Wales gegen Kanada in Cardiff. Sein letztes Länderspiel im Jahr 2002 bestritt er ebenfalls gegen die Kanadier. Während seiner Nationalmannschaftskarriere kam er zu 52 Einsätzen, in denen er elf Versuche legte. Sieben Mal war er Kapitän der walisischen Auswahl. 1997 und 2001 wurde er für die Tour der British and Irish Lions nominiert. Bei seiner zweiten Tour kam er in allen drei Spielen gegen Australien zum Einsatz.
Im November 2004 gab Quinnell bekannt, seine Karriere beenden zu wollen. Am Ende der Saison 2004/05 bestritt er sein letztes Spiel als Profi. Seit seinem Karriereende engagiert er sich in zahlreichen Projekten für die Förderung von Kindern und Jugendlichen. Unter anderem unterstützt er Vereine, die sich die Behandlung von Dyslexie zum Ziel gesetzt haben, da er selbst davon betroffen ist. Zudem arbeitet er mit der Organisation Wooden Spoon zusammen.
Scott Quinell ist der Sohn von Derek Quinnell, ebenfalls ehemaliger Rugby-Nationalspieler. Sein Onkel ist der legendäre Barry John. Er ist verheiratet und hat drei Kinder. Seine beiden Brüder Craig und Gavin sind auch aktive Rugbyspieler. Er arbeitet seit seinem Karriereende als Experte für Sky.